# Hrdina Sovětského svazu
Hrdina Sovětského svazu (rusky Герой Советского Союза) bylo označení čestného titulu a nejvyššího vyznamenání v bývalém Sovětském svazu udělovaného za osobní nebo kolektivní zásluhy pro stát spojené s vykonáním hrdinského činu. Udělení titulu schvalovalo výhradně Prezidium Nejvyššího sovětu SSSR.

## Historie

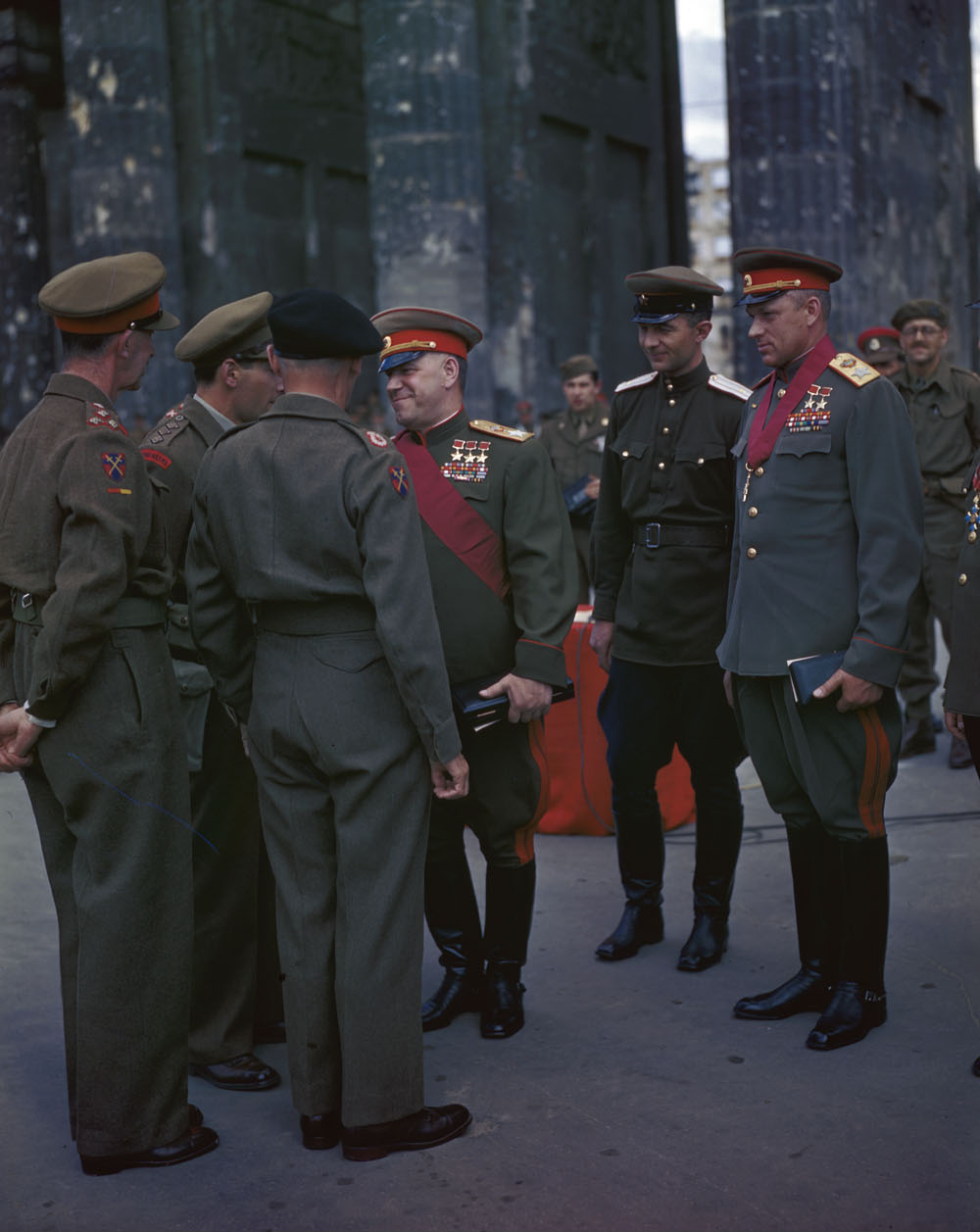
Maršál Žukov (uprostřed) se třemi medailemi Hrdina Sovětského svazu a maršál Konstantin Rokossovskij (vpravo) se dvěma

Titul byl zřízen 16. dubna 1934 a od roku 1936 se uděloval společně s Leninovým řádem. Od 1. srpna 1939 byl doplněn o udělení medaile Zlaté hvězdy Hrdiny Sovětského svazu. V letech 1934 až 1989 tento titul získalo asi 12 745 lidí, z toho asi 11 600 mezi lety 1941–1945. 20. března 1992 vznikl její nástupce, Hrdina Ruské federace, který má místo rudé stužky trikoloru Ruské federace se svislými pruhy.

## Medaile
Medaile ve tvaru pěticípé hvězdy byla vytvořena ze zlata a její hmotnost činila 21,5 gramu.
Na zadní straně byl uprostřed vyryt nápis „Герой CCCP“ (v překladu „Hrdina SSSR“) a na horním paprsku zlaté hvězdy číslo medaile.

## Českoslovenští držitelé vyznamenání
- Otakar Jaroš – in memoriam 17. dubna 1943 za statečnost v bojích u Sokolova
- Josef Buršík – 21. prosince 1943 za hrdinství při osvobozování Kyjeva
- Antonín Sochor – 21. prosince 1943 za hrdinství při osvobozování Kyjeva
- Richard Tesařík – 21. prosince 1943 za hrdinství při osvobozování Kyjeva
- Ján Nálepka – in memoriam 2. května 1945, Slovák, za statečnost při osvobozování ukrajinského města Ovruč
- Stěpan Vajda – in memoriam 10. srpna 1945, Ukrajinec, za hrdinství při bojích v Polsku
- Ludvík Svoboda – 24. listopadu 1965
- Vladimír Remek – 16. března 1978
- Gustáv Husák – 9. ledna 1983

## Významní nositelé titulu
- Vasilij Grigorjevič Zajcev

### Někteří dvojnásobní hrdinové Sovětského svazu (uděleno celkem 154 lidem)
- Vladimir Viktorovič Aksjonov
- Vasilij Ivanovič Andrianov
- Vasilij Sergejevič Archipov
- Stěpan Jelizarovič Arťomenko
- Azi Agadovič Aslanov
- Ametchán Sultan
- Alexandr Pavlovič Alexandrov
- Ivan Christoforovič Bagramjan
- Pavel Ivanovič Batov
- Leonid Ignaťjevič Beda
- Talgat Jakubekovič Begeldinov
- Georgij Timofejevič Beregovoj
- Semjon Iljič Bogdanov
- Ivan Nikiforovič Bojko
- Valerij Bykovskij
- Vasilij Ivanovič Čujkov
- Sergej Prokofjevič Děnisov
- David Abramovič Dragunskij
- Vladimir Alexandrovič Džanibekov
- Anatolij Vasiljevič Filipčenko
- Alexej Fjodorovič Fjodorov
- Jevgenij Petrovič Fjodorov
- Musa Gajsinovič Garejev
- Vasilij Afanasjevič Glazunov
- Dmitrij Borisovič Glinka
- Alexandr Alexejevič Golovačjov
- Pavel Jakovlevič Golovačjov
- Viktor Maximovič Goluběv
- Viktor Vasiljevič Gorbatko
- Nikolaj Ivanovič Gorjuškin
- Sergej Georgijevič Gorškov
- Andrej Antonovič Grečko
- Georgij Michajlovič Grečko
- Sergej Ivanovič Gricevec
- Alexej Alexandrovič Gubarev
- Nikolaj Dmitrijevič Gulajev
- Iosif Iraklijevič Gusakovskij
- Alexandr Nikolajevič Jefimov
- Vasilij Sergejevič Jefremov
- Alexej Stanislavovič Jelisejev
- Kirill Alexejevič Jevstignějev
- Alexandr Ivančenkov
- Ivan Ignaťjevič Jakubovskij
- Michail Jefimovič Katukov
- Vladimir Komarov
- Ivan Stěpanovič Koněv
- Sidor Artěmovič Kovpak
- Dmitrij Danilovič Leljušenko
- Alexej Leonov
- Viktor Nikolajevič Leonov
- Vladimir Afanasjevič Ljachov
- Sergej Danilovič Luganskij
- Jurij Vasiljevič Malyšev
- Oleg Grigorjevič Makarov
- Alexej Jefimovič Mazurenko
- Ivan Charlamovič Michajličenko
- Alexandr Ignaťjevič Molodčij
- Kirill Semjonovič Moskalenko
- Vasilij Iljič Mychlik
- Grigorij Michajlovič Mylnikov
- Rodion Jakovlevič Malinovskij
- Alexandr Alexandrovič Novikov
- Pavel Popovič
- Grigorij Andrejevič Rečkalov
- Konstantin Konstantinovič Rokossovskij
- Nikolaj Nikolajevič Rukavišnikov
- Pavel Semjonovič Rybalko
- Boris Feoktistovič Safonov
- Světlana Jevgeňjevna Savická
- Jevgenij Jakovlevič Savickij
- Viktor Petrovič Savinych
- Nikolaj Illarionovič Semejko
- Vasilij Visiljevič Seňkov
- Vitalij Ivanovič Sevasťjanov
- Grigorij Flegontovič Sivkov
- Nikolaj Michajlovič Skoromochov
- Zachar Karlovič Sljusarenko
- Alexej Semjonovič Smirnov
- Jakov Vladimirovič Smuškevič
- Vladimir Alexejevič Solovjov
- Ivan Nikiforovič Stěpaněnko
- Michail Tichonovič Stěpaniščev
- Nelson Georgijevič Stěpanjan
- Nikolaj Georgijevič Stoljarov
- Gennadij Michajlovič Strekalov
- Stěpan Pavlovič Suprun
- Vladimir Alexandrovič Šatalov
- Pavel Andrejevič Taran
- Semjon Konstantinovič Timošenko
- Alexandr Michajlovič Vasilevskij
- Vladislav Nikolajevič Volkov
- Boris Valentinovič Volynov
- Ivan Alexejevič Vorobjov
- Kliment Jefremovič Vorošilov
- Matvěj Vasiljevič Zacharov
- Vasilij Alexandrovič Zajcev

### Trojnásobní hrdinové Sovětského svazu
- Semjon Michajlovič Buďonnyj
- Ivan Nikitovič Kožedub
- Alexandr Ivanovič Pokryškin

### Čtyřnásobní hrdinové Sovětského svazu
- Leonid Iljič Brežněv
- Georgij Konstantinovič Žukov